# Tratado de Granada (1491)

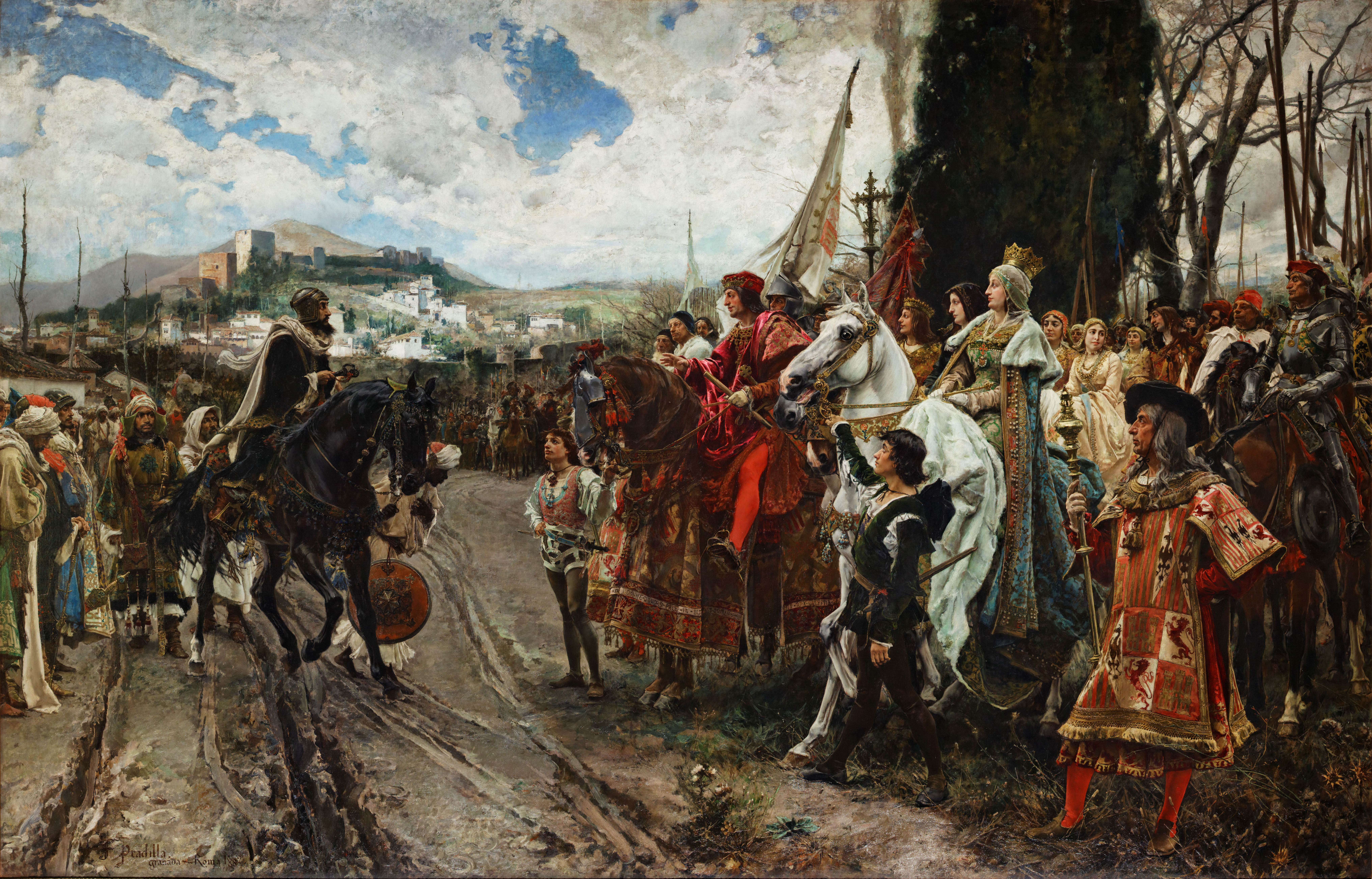
A Capitulação de Granada por F. Padilla: Boabdil entrega a cidade a Fernando e Isabel, os Reis Católicos

O Tratado de Granada foi um tratado assinado e ratificado em 25 de Novembro de 1491 entre o rei de Granada Abú `Abd Allah Muhammad Boabdil e os Reis Católicos (Fernando II de Aragão e Isabel de Leão e Castela).
Também conhecido como Capitulação de Granada, o tratado retirou a soberania mourisca sobre o Reino de Granada (fundado cinco séculos antes) entregando-a ao recente estado de Espanha. O tratado garantia um conjunto de direitos aos mouros, incluindo tolerância religiosa e tratamento justo em troca da rendição incondicional e capitulação.
A capitulação, acordada para os primeiros dias de 1492, continha sessenta e sete artigos, entre os quais os seguintes:
- Que tanto ricos como pobres deviam ter seguras as suas pessoas, famílias e propriedades;
- Que deviam poder continuar nas suas residências e actividades, quer na cidade, subúrbios ou qualquer parte do reino;
- Que as suas leis fossem preservadas como eram, e que ninguém possa julgar senão por essas leis;
- Que as mesquitas, e bens dedicados à prática religiosas, permaneçam tal como no tempo do Islão;
- Que nenhum cristão entre na casa de um muçulmano, ou o insulte de qualquer modo;
- Que todos os cativos mouros tomados no cerco de Granada, independentemente do local de origem, mas em especial os nobre e os chefes mencionados no tratado, sejam libertados.

## Consequências do tratado
Sob estas condições ficaram os Reis Católicos donos da cidade de Granada e arredores, por cujas portas saiu para não voltar mais o rei Boabdil no mesmo dia em que entrou triunfante o exército cristão. O que tinha prolongado as guerras entre cristãos e mouros durante vários séculos era o entusiasmo religioso; uns e outros tinham batalhado por fazer triunfar na Península Ibérica as suas respectivas crenças e não era portanto de esperar que aquela gente vencida conservasse muito tempo a liberdade de exercer a religião islâmica.
Mais de 70 anos depois (em 1568) durante o reinado de Filipe II de Espanha iniciou-se a rebelião das Alpujarras, quando os descendentes dos mouros do reino de Granada que consentiram em viver como vassalos dos Reis Católicos por não abandonar aquela terra, levantaram-se em armas contra os cristãos como resposta a um édito de 1566 (conhecido como A Pragmática). Isto levaria à expulsão dos mouriscos em 1609.